# Lista de deputados estaduais de Mato Grosso da 13.ª legislatura
Essa é uma lista de deputados estaduais do Mato Grosso eleitos para o período 1995-1999.

## Composição das bancadas
| Partido | Líder                         | Bancada | Posição  |
| ------- | ----------------------------- | ------- | -------- |
| PFL     | Romoaldo Boraczynski Júnior   | 6 / 24  | Oposição |
| PDT     | Wilson Santos                 | 4 / 24  | Governo  |
| PL      | Joaquim David dos Santos      | 4 / 24  | Oposição |
| PMDB    | José Esteves de Lacerda Filho | 3 / 24  | Governo  |
| PSDB    | Ricarte de Freitas Júnior     | 2 / 24  | Governo  |
| PMN     | Jorge Antônio de Abreu        | 2 / 24  | Governo  |
| PT      | Serys Slhessarenko            | 1 / 24  | Governo  |
| PPR     | Paulo Sérgio Moura            | 1 / 24  | Oposição |
| PSB     | Eliene Lima                   | 1 / 24  | Governo  |

## Deputados estaduais
| Número | Deputados federais eleitos  | Partido | Votação | Percentual | Cidade onde nasceu  | Unidade federativa |
| 12150  | Wilson Santos               | PDT     | 25.946  | 3,90%      | Dracena             | São Paulo          |
| 25151  | Romoaldo Boraczynski Jr     | PFL     | 18.822  | 2,83%      | Paranavaí           | Paraná             |
| 13222  | Serys Slhessarenko          | PT      | 16.596  | 2,49%      | Cruz Alta           | Rio Grande do Sul  |
| 15125  | José de Lacerda Filho       | PMDB    | 16.343  | 2,45%      | Cáceres             | Mato Grosso        |
| 25150  | Humberto Melo Bosaipo       | PFL     | 16.142  | 2,42%      | Goiânia             | Goiás              |
| 11101  | Paulo Sérgio Moura          | PPR     | 14.447  | 2,17%      | Poxoréu             | Mato Grosso        |
| 12112  | Carlos Roberto Santana      | PDT     | 13.870  | 2,08%      | Cuiabá              | Mato Grosso        |
| 22123  | Joaquim David dos Santos    | PL      | 13.250  | 1,99%      | Barra do Garças     | Mato Grosso        |
| 15163  | Pedro Inácio Wiegert        | PMDB    | 12.915  | 1,94%      | Dionísio Cerqueira  | Santa Catarina     |
| 45145  | Ricarte de Freitas Jr       | PSDB    | 12.907  | 1,94%      | Lages               | Santa Catarina     |
| 12120  | Chico Daltro                | PDT     | 12.726  | 1,91%      | Cuiabá              | Mato Grosso        |
| 22105  | Gilmar Donizete Fabris      | PL      | 12.048  | 1,81%      | José Bonifácio      | São Paulo          |
| 15150  | Ernandy Baracat de Arruda   | PMDB    | 10.971  | 1,65%      | Várzea Grande       | Mato Grosso        |
| 12222  | Zilda Leite de Campos       | PDT     | 10.485  | 1,57%      | Várzea Grande       | Mato Grosso        |
| 25100  | Renê Barbour                | PFL     | 10.167  | 1,53%      | Jales               | São Paulo          |
| 45111  | Luiz Antonio Vitório Soares | PSDB    | 10.016  | 1,50%      | Alto Garças         | Mato Grosso        |
| 25240  | Benedito Pinto da Silva     | PFL     | 9.901   | 1,49%      | Várzea Grande       | Mato Grosso        |
| 25225  | Emanuel Pinheiro            | PFL     | 9.766   | 1,47%      | Cuiabá              | Mato Grosso        |
| 25228  | Moisés Feltrin              | PFL     | 9.738   | 1,46%      | Corumbá             | Mato Grosso do Sul |
| 22110  | Manoel Ferreira de Andrade  | PL      | 9.560   | 1,44%      | Recife              | Pernambuco         |
| 22150  | Amador Ataíde Tut           | PL      | 9.245   | 1,39%      | Presidente Olegário | Minas Gerais       |
| 33101  | José Riva                   | PMN     | 8.090   | 1,21%      | Guaçuí              | Espírito Santo     |
| 40140  | Eliene Lima                 | PSB     | 7.552   | 1,13%      | Tiros               | Minas Gerais       |
| 33144  | Jorge Antônio de Abreu      | PMN     | 5.513   | 0,83%      | Barão de Melgaço    | Mato Grosso        |